# Sciades subcylindrus
Sciades subcylindrus là một loài bọ cánh cứng trong họ Cerambycidae.